# 张榕森
张榕森（1933年—），男，北平人，中国无机化学家、化学教育家，曾任北京大学化学系系主任、教授。